# Mombaça (Ceará)
Mombaça é um município brasileiro do Estado do Ceará. Sua população, conforme estimativas do IBGE de 2020, era de 43 858 habitantes.
Em 25 de fevereiro de 1989, Mombaça tornou-se capital federal, por um dia, por iniciativa do então Presidente Interino da República, Antônio Paes de Andrade.

## História
Com a criação da freguesia em 6 de setembro de 1832, desmembrado o seu território da antiga freguesia de Santo Antônio de Quixeramobim, o distrito passou a ser chamado de freguesia de Nossa Senhora da Glória de Mombaça, compreendendo os territórios dos atuais municípios de Mombaça, Pedra Branca, Senador Pompeu e Piquet Carneiro.
Depois, com a elevação a município, em 27 de novembro de 1851, conforme Resolução nº 555, batizaram o novo município com o nome de Maria Pereira, em uma homenagem à antiga proprietária da fazenda de mesmo nome. Em 9 de julho de 1892, pelo decreto nº 69, o nome do município foi mudado para Benjamin Constant, voltando a denominar-se Maria Pereira em 21 de setembro de 1918, através da Lei nº 1565. Todavia, havia uma tradição mais livre, pois o povo, apesar de reconhecer Maria Pereira, como fundadora do lugar, sempre chamou a esta terra de Mombaça, topônimo legado pelos portugueses e que foi sempre o da primitiva povoação. E assim, atendendo a este fato, como a estudos históricos também dos filhos desta região, o Decreto-Lei nº 1114, de 30 de dezembro de 1943 fez voltar o topônimo a sua mais antiga denominação de Mombaça.

### Formação administrativa
Em 1832, Mombaça já figurava como distrito quixeramobinense, ainda com o antigo nome de Maria Pereira. Em 1851 foi desmembrada de Quixeramobim, ao ser elevada à categoria de vila. Em 1853 foi emancipada com a instalação da vila e a posse da sua primeira Câmara Municipal que fora eleita em novembro de 1852. Em 1892 Maria Pereira mudou o nome para Benjamim Constant, mas em 1918 volta a se chamar Maria Pereira. Em 1925 foi elevada à categoria de cidade. Em 1931, Maria Pereira foi rebaixada a distrito pompeuense. Em 1933 Maria Pereira se emancipou de Senador Pompeu, voltando à condição de município. O Decreto nº 1.156, de 4 de dezembro de 1933, que dividiu administrativamente o Estado do Ceará em 66 (sessenta e seis) municípios, formou o município de Maria Pereira com os distritos de Maria Pereira (sede), Mosquitos, Catolé e Marruás. O coronel Felipe Moreira Lima, Interventor Federal no Estado do Ceará, considerando que o Decreto nº 1.156 apresentava falhas no que diz respeito aos municípios de Maria Pereira e Tauá, fez alterações por meio do Decreto nº 1.404, de 13 de dezembro de 1934, substituindo no art. 2º do Decreto nº 1.156, de 4 de dezembro de 1933, na parte relativa ao município de Maria Pereira a palavra "Marruás" por Carnaúbas e acrescentando-se ao mesmo artigo na parte referente ao município de Tauá a palavra "Marruás". Em 1938 Mosquitos foi rebaixado de distrito a simples povoado. Em 1943 Maria Pereira mudou o nome para Mombaça. Em 1951 é criado o distrito de Boa Vista por meio da Lei nº 1.153, de 22 de novembro de 1951 (publicada no Diário Oficial do Estado do Ceará nº 5.364, caderno 11, página 1, de 01/03/1952). Em 1963, Boa Vista, Catolé e Carnaúbas se emancipam de Mombaça, e no mesmo ano, são criados 3 distritos: Cangati, São Gonçalo do Umari e São Vicente. Em 1965 Mombaça anexou o território dos extintos municípios de Boa Vista, Catolé e Carnaúbas (todos foram rebaixados a distritos mombacenses). Em 1989 é criado mais um distrito: Manoel Correia através da Lei Municipal nº 257/90, de 25 de agosto de 1990. Em 1998 é criado outro distrito: Açudinho dos Costas, através da Lei Municipal nº 380/98, de 16 de maio de 1998. Em 1999 mais dois distritos são criados: Cipó, através da Lei Municipal nº 398/99, de 11 de setembro de 1999, e Cacimbas, através da Lei Municipal nº 408/99, de 25 de setembro de 1999. Em 2004 foi criado o distrito de Nova União através da Lei Municipal nº 476/04, de 13 de março de 2004. A Lei Municipal nº 763/2014, de 16 de junho de 2014, alterou a denominação e a sede do distrito de São Gonçalo do Umari para Morada Nova.

## Geografia

### Relevo e solo
Possui um relevo bastante acidentado em praticamente todo o seu território.

### Hidrografia e recursos hídricos
O município está totalmente inserido na sub-bacia hidrográfica do rio Banabuiú.

### Clima
O clima é tropical semiárido com chuvas concentradas de fevereiro a abril.

### Vegetação
Floresta caducifólia espinhosa (Caatinga arbórea) na maior parte do território e floresta subcaducifólia tropical pluvial (Mata seca) nas regiões mais elevadas do extremo norte (fronteira com Pedra Branca) e extremo sul (fronteira com Tauá, Catarina e Acopiara) do território municipal, além de uma parte de caatinga arbustiva densa na parte nordeste, próximo à fronteira com Quixeramobim e Piquet Carneiro.

### Distritos
Atualmente Mombaça possui 12 distritos:
- Açudinho dos Costas
- Boa Vista
- Cacimbas
- Cangati
- Carnaúbas
- Catolé
- Cipó
- Manoel Correia
- Mombaça (Distrito sede)
- Morada Nova
- Nova União
- São Vicente

## Geologia

### Recursos minerais
Entre Tauá e Mombaça, há ocorrências de minério de ferro de origem hidrotermal dispostas ao longo da Zona de Cisalhamento Sabonete-Inharé.

## Filhos ilustres
- Antonio Paes de Andrade, advogado e político assumindo a Presidência da Republica 12 vezes em 1989.
- Plácido Aderaldo Castelo, ex-governador do Estado do Ceará (1966-1971).
- Francisco Castelo de Castro, advogado e político.
- Silvero Pereira, ator e diretor.
- Leonardo Ferreira Marques, primeiro e único Barão de São Leonardo. Um dos quinze barões provenientes do Ceará. Membro da Guarda Nacional.
- José Aderaldo Castello, escritor, professor universitário, pesquisador brasileiro e estudioso da Literatura Brasileira.
- Gegê (futebolista), jogador de futebol, atua como meia e atacante. Já jogou no Botafogo e no Avaí.